# Ariocarpus fissuratus
Ariocarpus fissuratus (укр. Аріокарпус тріщинуватий) — вид кактусів з роду аріокарпус (Aiocarpus).

## Етимологія

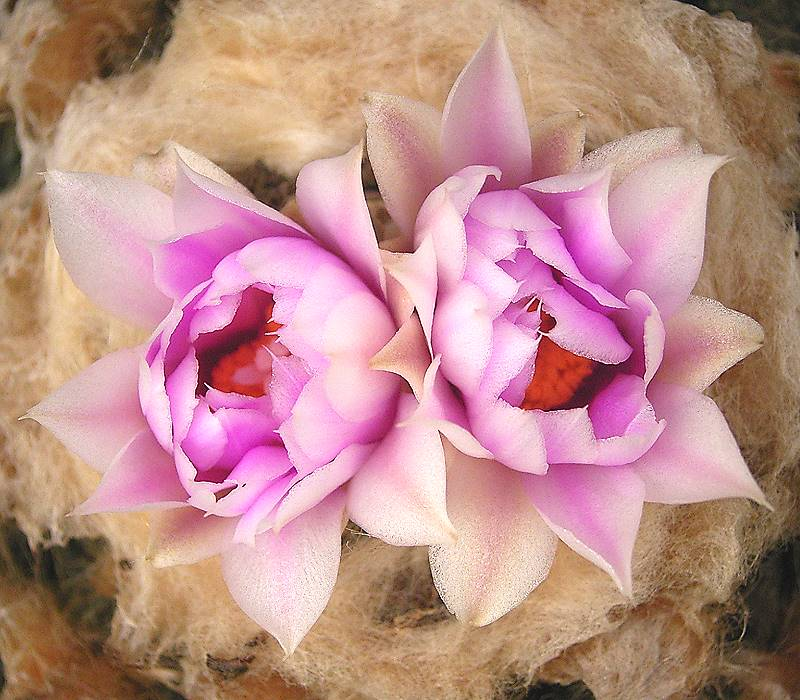
Квіти Ariocarpus fissuratus

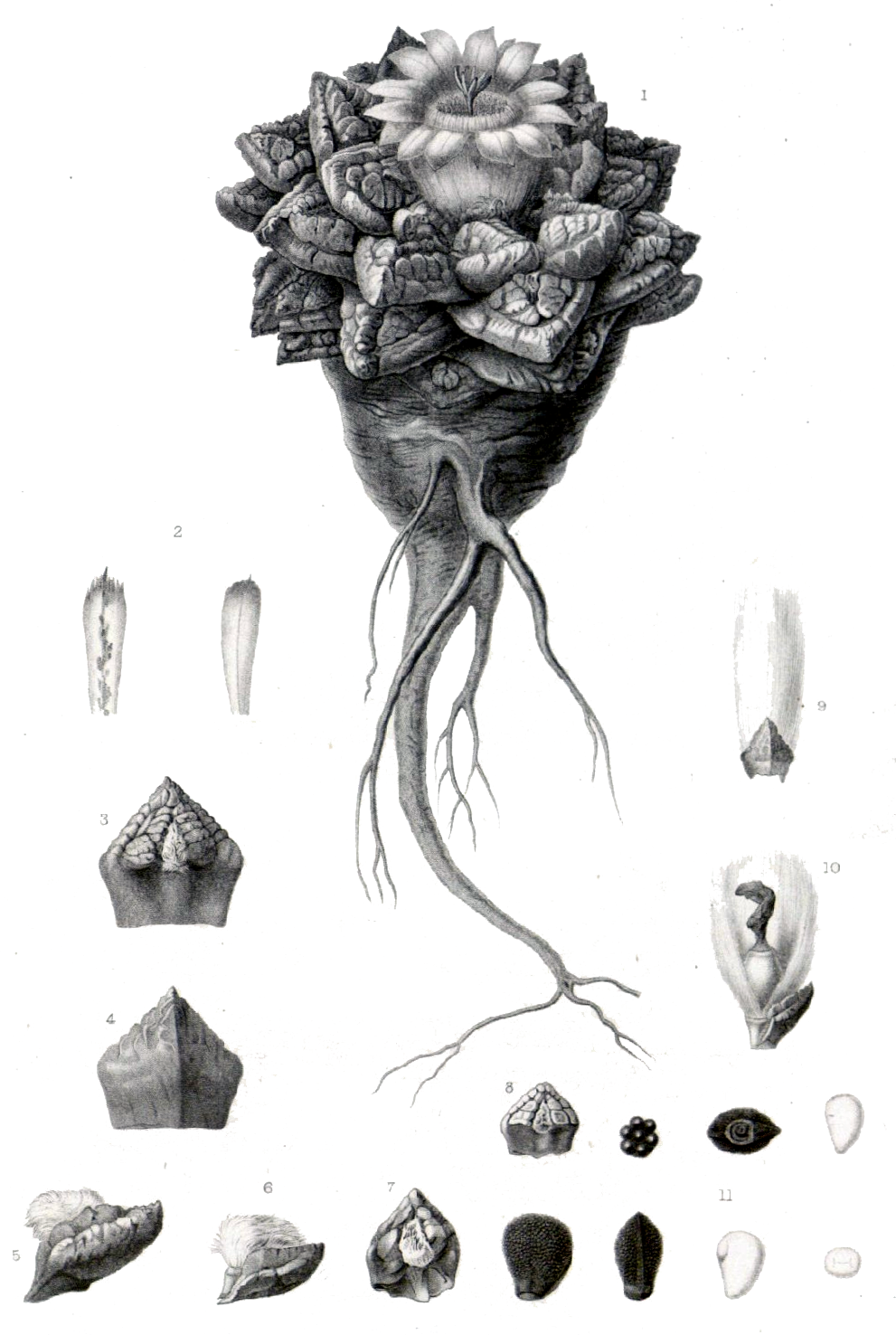
Ілюстрація Ariocarpus fissuratus з книги Джорджа Енгельманна «Cactaceae of the Boundary. Report of the United States and Mexican Boundary Survey» Том 2, 1859

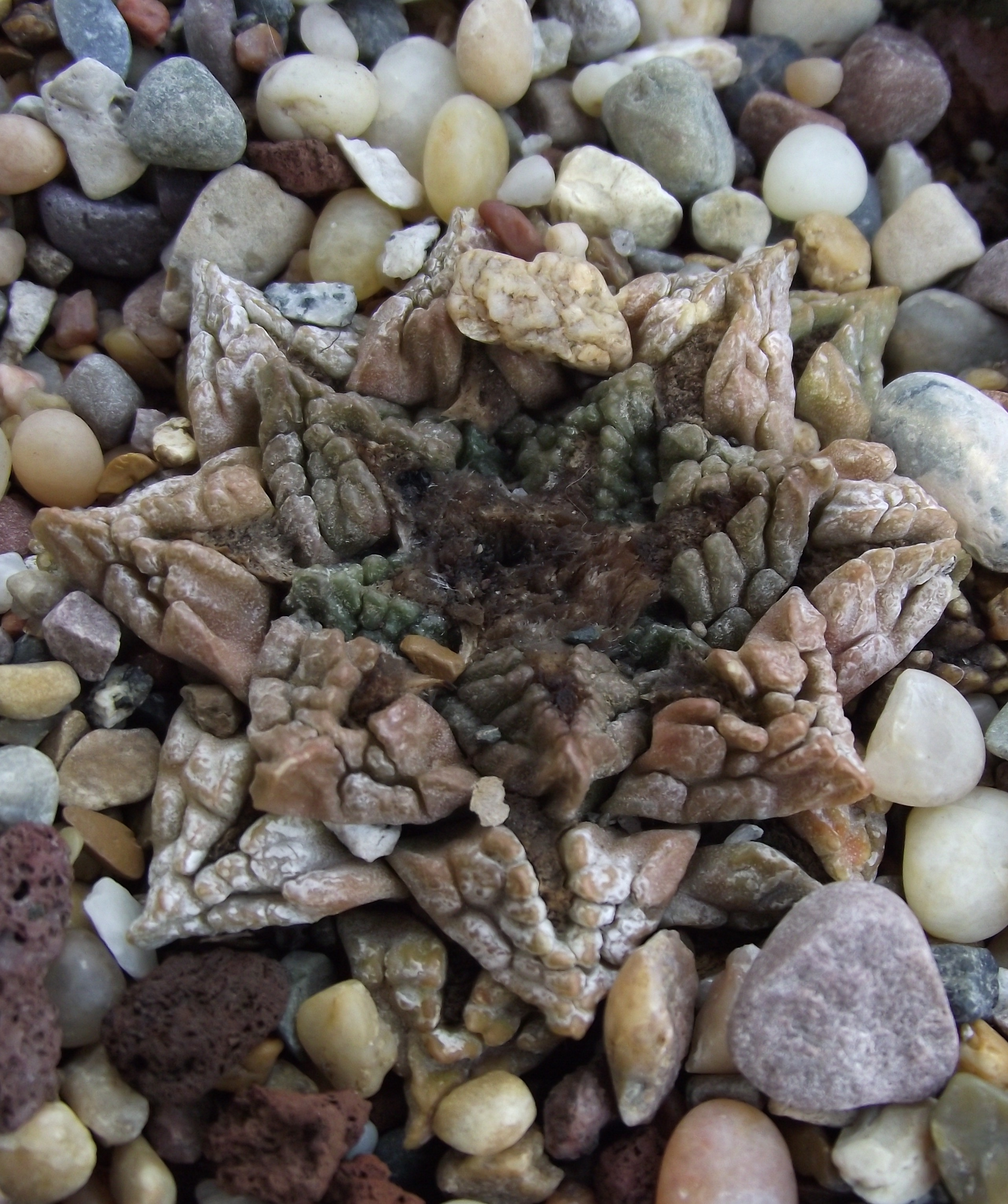
Ariocarpus fissuratus добре маскується серед каменів

Видова назва «fissuratus» — тріщинуватий походить від того, що горбки цього Аріокарпуса покриті тріщинами.

## Місця зростання
США (Техас, Нью-Мексико), Мексика (Коауїла, Дуранго, Чіуауа). Піднімається на висоту до 1 500 м над рівнем моря.

## Морфологічний опис
Стебло сіро-зелене, з часом жовтіюче, плоско-кулястої форми, 7-10 см в діаметрі, без бічних пагонів. Верхівка плоска, опушена, розташована майже на одному рівні із землею. З віком стебло набуває жовтувате забарвлення.
Корінь стрижневий.
Сосочки тригранні, 2-3 см завдовжки і завширшки, з глибокою опушеною борозенкою, біля основи стиснуті, розташовані у вигляді розетки, нагадують листя деяких видів очитків. Відрізняються в порівнянні з іншими видами роду найбільш розчленованою і шорсткою поверхнею.
Квітки блідо-рожеві, з яскравішою центральної смужкою вздовж пелюсток, 3-4 см в діаметрі.
Плоди білувато-зеленуваті, 0,5-1,5 см завдовжки і 0,2-0,6 см в поперечнику.

## Умови вирощування
Слід утримувати на повному сонці. Полив: невелика кількість води влітку, повністю сухе утримання, або дуже мало води взимку, дуже хороший дренаж.